# Guadalupe, Antioquia
Guadalupe là một khu tự quản thuộc tỉnh Antioquia, Colombia. Thủ phủ của khu tự quản Guadalupe đóng tại Guadalupe Khu tự quản Guadalupe có diện tích 87 ki lô mét vuông. Đến thời điểm ngày 28 tháng 5 năm 2005, khu tự quản Guadalupe có dân số 5623 người.